# Mitologia banta

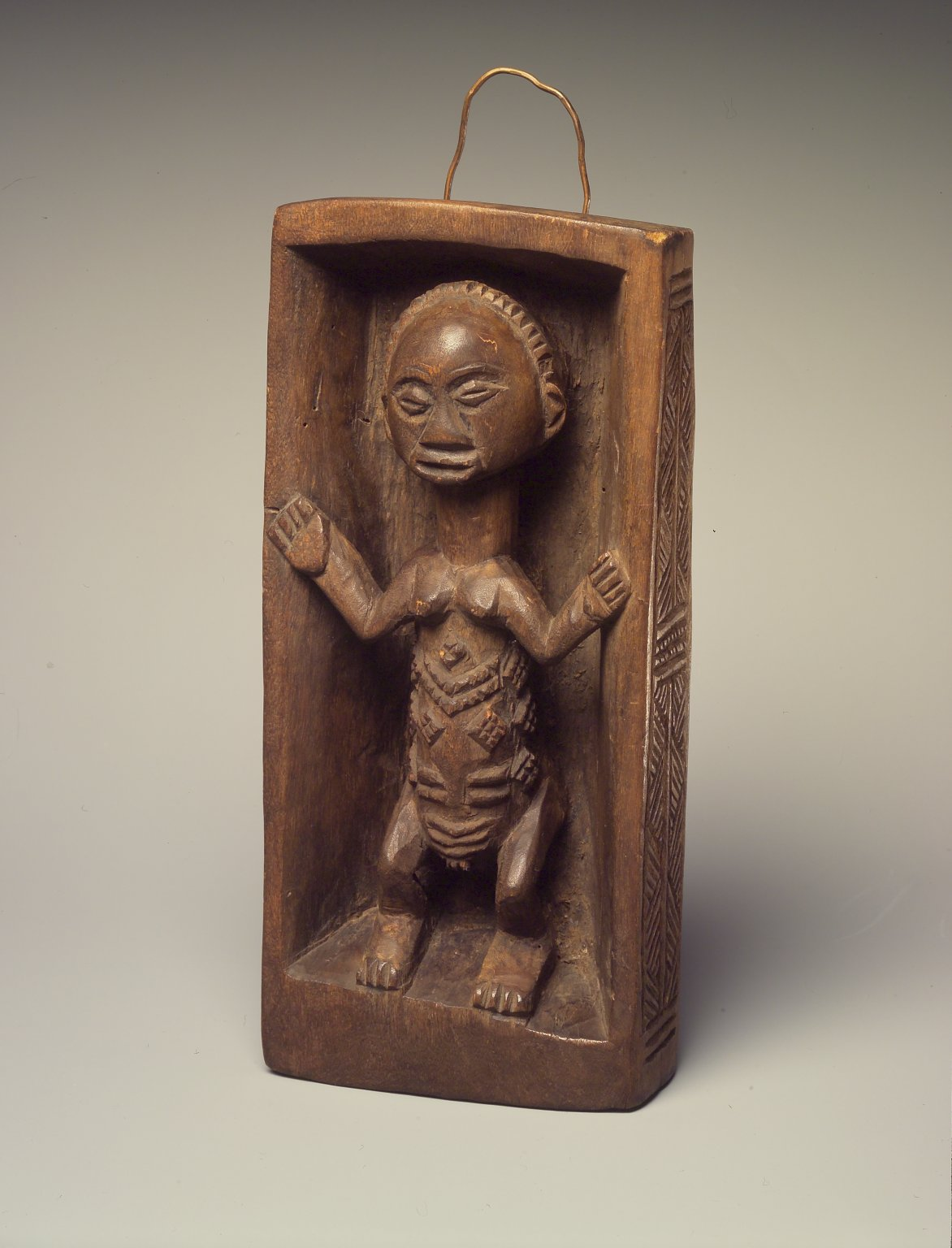
Estátua africana de madeira representando Zambi

A mitologia banto é o sistema de mitos e lendas dos bantos de África. Embora os povos bantos respondam por várias centenas de diferentes grupos étnicos, existe um alto grau de homogeneidade nas culturas banto e mitologias, assim como em línguas bantas. A expressão mitologia banto geralmente refere-se às divindades tradicionalmente cultuadas e aos temas comuns e recorrentes que são encontrados em todas ou a maioria das culturas bantas.

## A mitologia Banta no Brasil
Os bantos que foram escravizados e levados para o Brasil levaram, consigo, cantigas e rezas em quimbundo, quicongo, umbundo e outras línguas bantas. Muitas dessas cantigas e rezas se perderam com o tempo, até mesmo por haver a associação no Brasil com as tradições Jejes e nagôs, que acabaram modificando alguns elementos bantos originais. As divindades bantas (Nkisi - Inquice) que são mais cultuadas nos terreiros de Candomblé Banto no Brasil são:
- Aluvaiá - Nkisi da comunicação e do corpo humano e guardião da comunidade;
- Angorô - Nkisi  do arco-íris, que traz a fertilidade do solo com suas chuvas;
- Kabila ou Mutalambô, Mutacalambô - Nkisi da caça, fatura e abundância;
- Katendê - Nkisi das folhas, agricultura e ciência;
- Caviungo ou Cafungê - Nkisi da saúde e da morte;
- Dandalunda - Nkisi das águas doces, fertilidade, fecundação, ouro, amor, beleza e riqueza;
- Gangazumba - Nkisi da lama e dos pântanos;
- Nkosi (Incoce) - Nkisi da forja, do ferro, da tecnologia, agricultura, guerras e soldados;
- Matamba - Nkisi dos ventos, raios, tempestades e fertilidade;
- Pambu Njila (Pombojira) - Nkisi dos caminhos, encruzilhadas, bifurcações e comunicação;
- Kitembo - Nkisi do tempo cronológico e mítico, atmosfera, tempestade e vento;
- Nvunji - Nkisi da inocência e protetor das crianças;
- Zaze ou Nzazi (em quimbundo: Nzàjì; em quicongo: Nzàzi), ou ainda, Cafelempango, Impango, Luango, Lumbambo, Lumbombo, Quiançubanga, Quiaçubenganga, Quibuco, Quiburo, Tata-Muílo, Tiburo e Zaziquelempongo - Nkisi  dos trovões e relâmpagos e a representação do equilíbrio do cosmo;
- Lemba ou Lembarenganga, ou ainda Cambaranguanje, Caçumbecá, Caçumbenca, Caçute, Canzanza, Cassuté, Catamba, Gangazumbá, Gongapemba, Gonganiumbanda, Lembadilê, Limbafurama, Lembafuranga, Zamafurama ou Zamafuramo - Nkisi da procriação e da paz, pai de todos os inquices;

Acima de tudo, no entanto, está Zambi (um dos seus títulos), Deus criador de todas as coisas. Alguns povos bantos chamam Deus de Calunga; outros nomes ainda associam-se a estes. O culto a Zambi não tem forma nem altar próprio. Só em situações extremas se reza para e se invocar Zambi: geralmente, fora das aldeias, em beira de rios, embaixo de árvores, ao redor de fogueiras etc. Não tem representação física, pois os Bantos o concebem como o "incriado": representá-lo seria um sacrilégio, uma vez que ele não tem forma. No final de todo ritual, Zambi é louvado, pois Zambi é o princípio e o fim de tudo.